# Midón (Boqueijón)
Midón es una localidad española situada en la parroquia de Loureda, del municipio de Boqueijón, en la provincia de La Coruña, Galicia.

## Demografía
| Gráfica de evolución demográfica de Midón entre 2011 y 2018 |
|                                                             |
| Datos según el nomenclátor publicado por el INE.            |